# Rhynchospora megapotamica
Rhynchospora megapotamica là loài thực vật có hoa trong họ Cói. Loài này được (A.Spreng.) H.Pfeiff. miêu tả khoa học đầu tiên năm 1943.